# Рижаво плъховидно кенгуру
Рижаво плъховидно кенгуру (Aepyprymnus rufescens) е вид плъховидно кенгуру от Източна Австралия. Видът е единствен представител в монотипен род и е най-едрият представител на семейството.

## Разпространение
Видът е разпространен в Източната част на Австралия в район заключен на север от град Куктаун, Куинсланд на юг до Нюкасъл, Нов Южен Уелс. В миналото се е срущал и в района на долината на река Мъри.

## Местообитание
Местообитанията на вида включват различни типове среди – гористи местности с тревиста растителност под него, високи крайбрежни евкалиптови гори, сухи открити гористи местности западно от Голямата вододелна планина, открити пасища.

## Морфологични особености
Рижавото плъховидно кенгуру е най-големият представител на рода като женските са сравнително по-едри от мъжките. Теглото при мъжките варира от 2,27 до 3 kg, а това на женските от 1,36 до 3,6 kg. Дължината на тялото е от 37,5 до 52 cm, на опашката е 35 - 40 cm. Окраската на тялото е сивкава с червено-кафяви оттенъци. Поради това латинското наименование на вида е rufescens, което означава „рижав гръб“. Муцунката е сравнително къса и широка, ушите са заострени, а задните крайници са сравнително по-къси от останалите представители на рода. Предните крайници завършват със здрави нокти, които използват за изкопаване на храна.

## Поведение
Представителите на вида са строго нощни животни, които през деня спят в гнезда, а нощем търсят храна. Единаци са и не формират трайни връзки помежду си. Териториални животни са като ареалът на мъжките е 75-110 хектара, на женските е 45-60. Ареалите на мъжките и женските се припокриват и често могат да бъдат наблюдавани в близост един до друг. Мъжките са агресивни един към друг, особено ако са затворени в помещение заедно или в близост до тях има женска. Благодарение на подскоците със задните крака развиват висока скорост на къси разстояния.

## Хранене
Хранят се с разнообразни тревисти растения, а с предните си крайници копаят за корени, грудки, и подземни гъби. Тези животни могат да ядат и семена, цветове и листа. Те не са строго растителноядни - наблюдавани са понякога да дъвчат кости на умрели животни както и ларви, които изкопават от земята. В плен те приемат разнообразни храни.

## Размножаване
Рижавото плъховидно кенгуру е полициклично животно, което на всеки 34 дни се разгонва. Бременността трае 22-24 дни. Половата зрялост настъпва на 11 месечна възраст при женските и месец два по-късно при мъжките. Обикновено раждат само по едно с тегло едва от 1 грам. Първите 16 седмици след раждането остава в марсупиума, а още 7 седмици след напускането му остава в близост до майка си.